# Pokop
Telesni ostanki moških, žensk in otrok nazadnje končajo v grobovih, naših zadnjih počivališč. Natančno izkopavanje pogosto razkrije veliko o mrtvecu, pa tudi o družbi, v kateri je živel.

## Uvod
Ljudje izkazujemo do mrtvih skrb in spoštovanje, ko jih pokopljemo v skladu z uveljavljenimi šegami. Za mnoge ima pokop religiozen pomen, povezan s posmrtnim življenjem. Kdaj točno se je začelo namerno zakopavanje mrtvih, ni povsem jasno, vendar vemo, da gre za starodaven običaj. V jami Stanidar na severu Iraka je skupina neandertalcev pred več kot 40.000 leti skrbno zakopala trupla moža, dveh žensk in otroka. Spričo izsledkov, ki so jih dobili od analize cvetnega prahu v zemlji okrog moškega trupla, so nekateri znanstveniki prepričani, da so bila trupla prekrita s cvetovi.
V Sungirju, 200 km od Moskve, so bili pred približno 23.000 leti položeni v zemljo neki deček, deklica in odrasel mož. Ob truplu so bili položeni tudi artefakti, osti in razberije iz mamutove kosti. Moževo pokrivalo je bilo okrašeno s preluknjanimi lisičinimi zobmi. Na trupljih in okrog njih so našli na tisoče slonovinastih korald - z njimi so bila okrašena oblačila, ki pa so že zdavnaj strohnela. Ocenili so, da je izdelava ene koralde vzela okrog 45 minut dela.
Trupla so lahko pokopana cela (skeletni grob) ali pa sežgana (žgani pokop). Lahko so na poseben način obdelana kot npr. mumije, ali pložena bodisi v poseben (zvit ali iztegnjen) položaj bodisi v določeni smeri. V grobovih najdemo tudi predmete, ki so imeli poseben namen za pokojnika ali za tiste, ki so ga pokopali.
Po načinu, kako so ljudje pokopani, in predmetih, ki so pokopani z njimi, lahko sklepamo o njihovi pomembnosti ali položaju v družbi. Vendar pa se šege v različnih družbah med seboj razlikujejo. Včasih arheologi lahko domnevajo, da bogata grobnica priča o mogočnem pokojniku in da so v preprostih grobnicah z malo ali povsem brez predmetov pokopani navadni ljudje. A v nekaterih družbah so premožne in pomembne ljudi pokopavali dokaj preprosto. Pa tudi to, kaj velja za dragocenosti in kaj je znamenje družbenega položaja, se od družbe do družbe razlikuje.

## Je prav, da izkopavamo grobove?
Klub želji, da bi spoznali čim več o starih ljudstvih, morajo arheologi temeljito premisliti, ali je res nujno izkopavati grobove in njihovo vsebino. Če se odločijo za izkop, se morajo ves čas zavedati posebne narave izkopavanja. Danes številne skupine domorodcev ne pustijo, da bi arheologi brskali po ostankih njihovih prednikov. To velja za avstralske in severnoameriške domorodce. V teh primerih je mogoče izkopavanje izpeljati samo z dovoljenjem in s pomočjo današnjih potomcev pokopanih.

## Trupla
Samo telo lahko razkriva veliko: starost, spol, višino, vzrok smrti, zdravstveno stanje in način prehrane v teku življenja. V kosteh se često nahajajo sledovi, ki pričajo o delovnih navadah pokojnika in o merebitnih obdobjih bolezni ali nedohranjenosti, ki bi jih bilo utegnilo preživeti.
Poleg tega lahko pokažejo na različne bolezni, ki so utegnile prizadevati skupnost. Raziskava več kot 400 grobov na rimskem pokopališču v Cirencestru v Angliji razkriva ogromno. Analiza kosti kaže, da je imela večina ljudi težave s hrbtenico in da je večino mučil artritis. Med njihove delovne obveznosti je bržkone sodilo tudi to, da so vlekli, porivali, dvigovali in prenašali težka bremena. Zlomov kosti je bilo veliko, a se jih je večina zacelila po naravni poti, brez potrebe po kirurškem posegu. Za nekatere zlome rok in nog bi bili lahko krivi padci ali zdrsi, drugi pa bi utegnili biti posledica nasilja. Sodeč po sledovih udercev z mečem in s sekiro, med katerimi so bili nekateri usodni, so se spopadi - bodisi v bitkah bodisi v mestu ali areni - vnemali redno. Po zobeh pa je mogoče sklepati, da so ljudje uživali hrano z malo oglikovimi hidrati (torej sladkorji).
Grobovi na pokopališčih pričajo tudi o sorodstvenih razmerjih med mrtvimi. Arheologom, ki so preučevali grobišče v Mozsu na Madžarskem, na primer, se je posrečilo ločiti grobove štirih družin, ki jih je sestavljalo o troje rodov.
Po truplih je mogoče soditi tudi o posebnih navadah, ki so spremljala življenja v nekaterih skupnostih, recimo iznekaženje ali puljenje zob. Arheologi so ugotovili, da so se pripadniki tretjega rodu pokopanih v Mozsu vdajali iznakaževanju glave. Vemo tudi, da so si stari Maji v zobe često vrtali luknje, ki so jih potem polnili z zlatom, žadom in turkizom.

## Dokazi v grobovih
Iz grobnic prihajajo na dan nekateri izmed najbolj osupljivih arheoloških zakladov. Howard Carter je zapisal, da mu je vzelo sapo, ko je zagledal veličastje grobnice, ki je bila postavljena za mladega egipčanskega faraona Tutankamona. Ko je lord Carnarvon, ki je arheološko odpravo finančno podprl, vprašal Carterja, kaj je videl, je ta lahko odvrnil le: Čudovite reči. Grobnica je bila v resnici polna zlatih, srebrnih in bronastih predmetov, dragih kamnov in kopice drugih omamno lepih reči - to je bila grobnica, vredna kralja.
Egipčani so, tako pričajo njihovi zapisi, verjeli v posmrtno življenje. Svojim mrtvim so želeli zagotoviti, da jim na poti v drugo življenje ne bo ničesar manjkalo. Poleg tega, da so mladega faraona pokopali, kot se za njegov položaj spodobi, so mu v grobnici za lajšanje lakote na poti pustili tudi zalogo raznih vrst živeža.

## Sumerske kraljevske grobnice
Dokazev o razkošnih pokopih nismo našli samo v Egiptu. Ves svet je poln dokazov o osupljivih pogrebnih šegah, ki segajo v vse čase. Med letoma 1922 in 1934 je Anglež sir Leonard Wooley na pokopališču v Uru izkopal 16 čudovith grobnic iz obdobja stare Sumerije (2600 pr. n. št.).
Ker je bilo na pokopališču tudi precejšno število grobnic, v katerih ni bilo ničesar dragocenega, arheologi sklepajo, da so v bogatih grobnicah pokopani najpomembnejši Sumerci, morda kraljevska veličanstva (čeprav ne vemo, ali so imeli Sumerci res kralje in kraljice). Bogastvo teh grobnic bi se lahko merilo s Tutankamonovim. Vendar z grozljivim dodatkom: v njih so bila trupla kraljevih privržencev in služabnikov, ki so bili žrtvovani po pogrebnem obredu, po vsej vrjetnosti zato, da bi spremili svojega gospodarja ali gospodarico v drugo življenje. V enem od kraljevih grobov so odkrili 74 trupel služabnikov, ki so imeli vsak svojo majhno lončeno čašo, zato Wooley domneva, da je bil v njih strup, ki so ga popili.

## Pokopi na Kitajskem
Tudi Kitajci so poznali obredne človeške žrtve - to vidimo v bogatih grobnicah, ki so zrasle pred več kot 3200 leti, v času vladarske rodbine Shang. Grobišče v Anjangu na severovzhodu Kitajske je vsebovalo več kot 1000 majhnih grobov in 11 velikih vladarskih grobnic. Skupaj z vladarji so bila pokopana trupla žrtvovalcev ter kupi kamna, žada, školjk, kosti, rogov, lončevine in bronastih artefaktov. Ocenjeno je bilo, da bi za izkop vsakega od velikih grobov 100 ljudi potrebovalo 70 dni.
Pozneje so žive človeške žrtve nadomestili človeški kipi v naravni velikosti. V 3. stoletju pr. n. št. je prvi kitajski cesar Qin Ši Huangdi dal izdelati na tisoče terakotnih (glinenih) vojščakov. Naročil je, naj jih, ko bo umrl, pokopljejo skupaj z njim v grobnico.